# フィル・ダルハウザー
フィル・ダルハウザー（Philip "Phil" Peter Dalhausser, 1980年1月26日 - ）は、アメリカ合衆国の男子ビーチバレー選手。スイス・バーデン出身。

## 来歴
ドイツ人の父と、スイス人の母を持ち、1歳までスイスで過ごす。学生時代にテニスを3年、バスケットボールを2年、バレーボールを1年経験し、セントラルフロリダ大学へ進学した。
2005年にプロビーチバレー選手として活動を始め、AVPツアーに参戦。2006年にトッド・ロジャースとペアを組み、2007年世界選手権で金メダル、2008年北京オリンピックで金メダルを獲得した。2009年世界選手権では銅メダルを獲得した。
2023年にバレーボール殿堂入り。

## 外部リンク

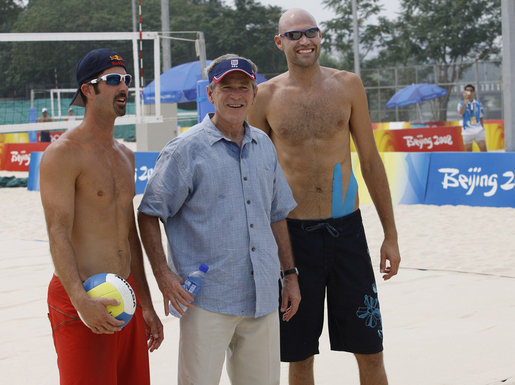
ジョージ・W・ブッシュ（中央）とダルハウザー（右）、トッド・ロジャース（左）